# El mito de la máquina
El mito de la máquina, que se compone de dos volúmenes, es un libro que pretende efectuar una mirada en profundidad a las fuerzas que han dado forma a la moderna tecnología desde los tiempos prehistóricos. El primer volumen, La técnica y el desarrollo humano, fue publicado en 1967, seguido por el segundo volumen, El pentágono del poder, en 1970. El autor, Lewis Mumford, muestra los desarrollos paralelos entre los humanos y las herramientas de organización social, principalmente a través del lenguaje y los rituales. Es considerado una síntesis de las muchas teorías que Mumford ha desarrollado a lo largo de su prolífica carrera como escritor. El volumen 2 fue una selección del Book-of-the-Month Club.

## Planteamiento
El planteamiento de la obra es que la tecnología humana siempre ha estado subordinada a la mente humana. Mumford lo expresa así:
"Hay valiosas razones para creer que el cerebro del hombre fue desde el principio mucho más importante que sus manos, y que su tamaño no puede haberse derivado exclusivamente de la fabricación y el uso de herramientas; que los ritos, el lenguaje y la organización social, que no dejaron huellas materiales, pero que están permanentemente presentes en todas las culturas, fueron, con toda probabilidad, los más importantes artefactos del hombre desde sus primeras etapas en adelante; y que incluso para dominar la naturaleza o modificar su entorno, la principal preocupación del hombre primitivo fue utilizar su sistema nervioso, intensamente activo y superdesarrollado, dando así forma a un yo humano que cada día se alejaba más de su antiguo yo animal, mediante la elaboracion de símbolos, las únicas herramientas que podía construir utilizando los recursos que le proporcionaba su cuerpo: sueños, imágenes y sonidos."

## Megamáquina
"Mumford insistió en la realidad de la megamáquina: la convergencia de la ciencia, la economía, la técnica y el poder político como una comunidad unificada de interpretación que proporciona valores inútiles y excéntricos para la vida. La subversión de este reino autoritario comienza con esa área de contacto humano con el mundo que no puede ser reprimida con éxito: los sentimientos de uno mismo sobre uno mismo".
En el Prólogo, Mumford define su propósito aquí como "cuestionar tanto los supuestos como las predicciones sobre las cuales se ha basado nuestro compromiso con las formas actuales de progreso científico y técnico, tratados como fines en sí mismos".
Mumford fecha la aparición de la "máquina" a partir de la era de las pirámides (principalmente con referencia a Egipto, pero también reconociendo otras culturas antiguas en esa época que produjeron estructuras masivas y diseñadas con precisión). Usa el término 'Megamáquina' para describir la estructura social y burocrática que permitió a un gobernante coordinar una gran fuerza de trabajo para emprender proyectos grandes y complejos. Donde los proyectos eran obras públicas como sistemas de riego y canales o la construcción de ciudades, Mumford se refirió a la "máquina de trabajo", y cuando involucraban la conquista usaba la expresión "máquina militar". El término "Megamáquina" connota la estructura social en su totalidad.
William Manson escribe que Mumford se diferenció de otros críticos importantes de la tecnología en que "[Mumford] enfatizó que la función fundamental de las estructuras sociales (la" sociedad ") debería ser mejorar el desarrollo individual y los patrones de cooperación social mutuamente beneficiosos. Las comunidades a escala humana, las personas podrían desarrollar sus capacidades multifacéticas (morales / empáticas, cognitivas, estéticas, etc.) Los medios técnicos, si se limitan a estos propósitos y valores humanos, podrían mejorar dicho crecimiento y bienestar social". Manson describe la visión distópica del futuro de la que Mumford advirtió:
   "El individuo asediado, incluso 'obsoleto', sería completamente descalificado, reducido a un accesorio pasivo, inerte y 'trivial de la máquina'. Vigilancia técnica y recopilación ilimitada de datos: "un ojo que todo lo ve" (panóptico): monitorearía a cada individuo en el planeta. En definitiva, la tecnocracia totalitaria, centralizando y aumentando su "complejo de poder", ignorando las necesidades y valores reales de la vida humana, podría producir un mundo 'apto solo para máquinas.' "

### Volumen I, Técnicas y desarrollo humano
En este volumen, Mumford analiza el progreso de la exploración terrestre y el descubrimiento científico; y rastrea la interacción de intereses ideológicos, inventos e impulsos subjetivos en la evolución de la sociedad humana. Extiende los argumentos que promovió anteriormente en Technics and Civilization (1934) y los actualiza a la luz de los desarrollos sociales en las tres décadas intermedias. En el Prefacio, escribe: "... he sido conducido, por el aborto involuntario de megatécnica, a lidiar con las obsesiones y compulsiones colectivas que han desviado nuestras energías y socavado nuestras capacidades para vivir vidas plenas y espiritualmente satisfactorias".

### Volumen II, El Pentágono del Poder
El "pentágono" se refiere a 5 aspectos:
- Política
- Energía (en el sentido de energía física)
- Productividad
- Lucro
- Publicidad

Claramente hubo también una referencia oblicua al Pentágono, con respecto a lo cual comentó: "... la forma concreta del Pentágono en Washington sirve incluso mejor que su contraparte soviética, el Kremlin, como símbolo del absolutismo totalitario".
Aunque gran parte del volumen explora la influencia negativa del poder centralizado y el comportamiento explotador sobre la condición humana, termina en una nota positiva y optimista en los capítulos finales. Su última observación es:
   "Pero para aquellos de nosotros que hemos desechado el mito de la máquina, el siguiente paso es el nuestro: las puertas de la prisión tecnocrática se abrirán automáticamente, a pesar de sus oxidadas bisagras antiguas, tan pronto como decidamos salir".
William Manson escribe que "en última instancia, Mumford abogó por una revuelta negativa: resistencia, rechazo, retirada, mediante la cual los individuos pueden reclamar su autonomía y sus deseos y elecciones derivadas de lo humano".

## Impacto
Desde su publicación la obra ha tenido una gran repercusión en las interpretaciones sociológicas de la relación entre las culturas humanas y la evolución técnica. Algunas de las apreciaciones críticas son las siguientes:
«Una reinterpretación radical o una filosofía de la ecología humana… [Un] estudio sobre la humanidad, a la vez de una magnitud inmensa y elegantemente conformado, que abarca desde la era prehistórica hasta el umbral de la edad contemporánea.».—Eliot Fremont-Smith, The New York Times
«En la raíz del pensamiento de Mumford hallaremos, no la sociología, sino una honda sensibilidad estética ante la psicobiología del hombre y sus obras… La suya es la mente de un artista, quizá, más que de un erudito: se recrea en las formas y los símbolos y aborda lo humano con el sentido de lo divino… Da gusto acompañarle en esta imaginativa aventura en pos de los orígenes de la conciencia humana, el lenguaje, la magia, los rituales y el arte… —Theodore Roszak, Peace News
«[Mumford] ocupa un puesto singular como teórico medioambiental de su tiempo. Ningún otro investigador del hábitat físico y social del hombre se ha aproximado siquiera a la magnitud y profundidad de su obra de toda una vida como historiador de la técnica y la cultura urbana».—Allan Temko, Harper’s Magazine